# 帝国的年代：1875-1914
《帝国的年代：1875-1914》是英国历史学家艾瑞克·霍布斯邦创作的一本书，1987年出版，是其漫长的十九世纪三部曲系列的第三部。